# Quantengeometrodynamik
Die Quantengeometrodynamik (oder kurz Geometrodynamik) ist eine physikalische Theorie, die als Umformulierung der Allgemeinen Relativitätstheorie (ART) gedacht war. Sie berücksichtigt, dass die Raumzeitkrümmungen nicht statisch, sondern dynamisch, d. h. ständig in Bewegung sind. Die Theorie war jedoch mit Mängeln behaftet und wurde durch andere Theorien wie die Stringtheorie ersetzt.
Die Geometrodynamik wurde 1961 vom amerikanischen Physiker John Archibald Wheeler entwickelt. Wheeler versuchte mit der Theorie das mathematische Fundament für die Quantengravitation zu legen. Er führte in seine Theorie Gravitationsquanten ein, so genannte Geonen, welche für Raumzeitkrümmungen verantwortlich sein und Teilchen mit Massen beeinflussen sollten.
Wheeler und Charles Misner versuchten außerdem, die Theorie des Elektromagnetismus mit Hilfe der Geometrodynamik mit der modernen Gravitationstheorie zu vereinigen. Eine Erkenntnis war, dass Energie, auch in Form elektromagnetischer Energie, die Raumzeit krümmen kann. Denn nach der ART verhält sich Energie wie Masse.
Aufgrund mathematischer Berechnungen von Albert Einstein und Nathan Rosen nahm Wheeler an, dass die gesamte Raumzeit von winzigen Mikrowurmlöchern durchzogen ist. Wheeler prägte den Begriff Quantenschaum. Er gelangte durch weitere Berechnungen zu der Annahme, dass sich elektromagnetische Feldquanten durch diese Mikrowurmlöcher ausbreiten können. Denn nach Berechnungen der Physiker Gunnar Nordström und Hans Reissner (Reissner-Nordström-Metrik) können in Schwarzen Löchern elektrische Ladungen existieren, man spricht dann von einem elektrisch geladenen Schwarzen Loch.
Siehe auch: Quantengeometrie